# 8ing
8ing/Raizing (también conocido como Raizing) es una empresa japonesa de videojuegos conocida principalmente por sus juegos de Matamarcianos y sus juegos de lucha con licencia. Algunos de los juegos más exitosos de la empresa son la series de Bloody Roar de Hudson Soft y de Rage of the Dragons de Evoga.
Raizing fue formada principalmente por la plantilla de la empresa Toaplan, dedicada al desarrollo de videojuegos de arcade, que recientemente había cerrado sus puertas al declararse en bancarrota en 1994. Ellos fueron uno de los que destacaron, junto con Cave, Takumi y Gazelle, en destacar por su firme apoyo al estilo de juegos shoot 'em up en general, y al subgénero danmaku en particular. Raizing siguió utilizando el hardware del arcade de las unidades de Toaplan años después de su desaparición.
La empresa también cuenta con un buen número de exempleados de Compile, principalmente aquellos que trabajaron en el juego Musha Aleste, incluido Yuichi Toyama.
En el 2001, la compañía Raizing se incorporó a 8ing, y desde entonces no se ha producido ningún videojuego de shooter. Y en cuanto a Evoga Corporations hasta el año 1999 (y ahora es llamado Evoga Entertainment en el principios del 2000), se despide de la empresa, porque debido a que no tenía tiempo de crear la tercera entrega de ROTD y siguieron creando juegos de shooter, entonces se fueron a la otra empresa más conocida y famosa del mundo, es nada más y nada menos que la compañía SNK Playmore. Shinobu Yagawa, diseñador y programador de una serie de shooters de Raizing (incluyendo Battle Garegga, Armed Police Batrider y Battle Bakraid), es ahora empleado de Cave.

## Juegos de 8ing/Raizing
- Mahou Daisakusen / Sorcer Striker (1993)
- Shippu Mahou Daisakusen / Kingdom Grand Prix (1994)
- Rage of the Dragons (producido con Evoga) (Sony ZN1) (1994)
- Soukyugurentai / Terra Diver (Sony ZN1) (1995)
- Battle Garegga (1996)
- Rage of the Dragons 2 (producido con Evoga) (Sony ZN1) (1996)
- Bloody Roar / Beastorizer (producido con Hudson Soft) (Sony ZN1) (1997)
- Armed Police Batrider (1998)
- Bloody Roar 2 (producido con Hudson Soft) (Sony ZN1) (1999)
- Battle Garegga 2 / Battle Bakraid (1999)
- Great Mahou Daisakusen / Dimahoo (distribuido por Capcom) (Capcom CPS2) (2000)
- Brave Blade (Sony ZN1) (2000)
- Bloody Roar 3 (producido con Hudson Soft) (Namco System 246) (2001)
- Kuru Kuru Kururin (GBA) (2001)
- Kururin Paradise (GBA) (2002)
- Naruto: Clash of Ninja (producido con Tomy) (Nintendo GameCube) (2002)
- Bloody Roar 4 (producido con Hudson Soft) (2003)
- Naruto: Clash of Ninja 2 (producido con Tomy) (Nintendo GameCube) (2003)
- Kururin Squash! (Nintendo GameCube) (2004)
- Naruto: Gekitou Ninja Taisen! 3 (producido con Tomy) (Nintendo GameCube) (2004)
- Bleach: Heat the Soul (producido con SCEI) (PSP) (2005)
- Bleach: Heat the Soul 2 (producido con SCEI) (PSP) (2005)
- Konjiki no Gash Bell!! Go! Go! Mamono Fight!! (Nintendo Gamecube) (2005)
- Zatch Bell: Mamodo Battles (Nintendo GameCube) (2005)
- Naruto: Gekitou Ninja Taisen 4 (producido con Tomy) (Nintendo GameCube) (2005)
- Bleach: Heat the Soul 3 (producido con SCEI) (PSP) (2006)
- Tekken 5: Dark Resurrection (versión de PSP) (desarrollado y distribuido por Bandai Namco) (PSP) (2006)
- Battle Stadium D.O.N (distribuido por Bandai Namco) (Nintendo GameCube; PlayStation 2) (2006)
- Bleach: Heat the Soul 4 (producido con SCEI) (PSP) (2007)
- Dragon Quest Swords (planificado por Genius Sonority, diseñado por Armor Project y publicado por Square-Enix) (Wii) (2007)
- Fate/unlimited codes (concepto original por TYPE-MOON) (2008)
- Bleach: Heat the Soul 5 (producido con SCEI) (PSP) (2008)
- Castlevania Judgment (codesarrollado por Konami) Wii) (2008)
- Tatsunoko vs. Capcom: Ultimate All Stars (distribuido y publicado por Capcom) (Arcade; Wii) (2008)
- Marvel vs. Capcom 3: Fate of Two Worlds  (distribuido y publicado por Capcom) (PS3; XBOX360) (2011)